# Tobías Bovone
Tobías Bovone (Buenos Aires, Argentina; 30 de noviembre de 1999) es un futbolista argentino. Juega como lateral por la izquierda y su equipo actual es el All Boys de la Primera Nacional de Argentina.

## Trayectoria
Estuvo en las inferiores de Ferro Carril Oeste hasta septiembre de 2019 en que fue cedido a préstamo  al equipo Jovenes Promesas de la ciudad de Palencia, en España. 
A principios de 2020 comienza a jugar en el club Lugano de Suiza y es fichado para jugar esa temporada en el equipo Rapid Lugano de dicha ciudad.  Regresa a Argentina en marzo de 2020 por  pandemia de COVID en Europa.
A fines de 2020 a los  20 años de edad pasó a Flandria para debutar como jugador profesional en el Torneo de Primera B Metropolitana del año 2021. En dicho año 2021 sale campeón del torneo Clausura y es recordado por los hinchas de Flandria por haber iniciado la jugada del gol agónico que le dió el triunfo en el minuto 52 del segundo tiempo y le permitió definir por penales y ascender a la Primera Nacional.
Durante el año 2022 vistió los colores del Comunicaciones en la Primera B Metropolitana, donde logró el campeonato del Torneo Apertura del año 2022. Al año siguiente pasó a All Boys para disputar el torneo de Primera B Nacional.

## Estadísticas
Actualizado al 28 de octubre de 2024

| Flandria Argentina                      | 3.ª           | 2020          | 3   | 0 | 0 | 0 | - | - | 3   | 0 | 0 |
| Flandria Argentina                      | 3.ª           | 2021          | 19  | 0 | 0 | 0 | - | - | 19  | 0 | 0 |
| Flandria Argentina                      | Total         | Total         | 22  | 0 | 0 | 0 | 0 | 0 | 22  | 0 | 0 |
| Comunicaciones Argentina                | 3.ª           | 2022          | 31  | 0 | 0 | 0 | - | - | 31  | 0 | 0 |
| Comunicaciones Argentina                | Total         | Total         | 31  | 0 | 0 | 0 | - | - | 31  | 0 | 0 |
| All Boys Argentina                      | 2.ª           | 2023          | 23  | 0 | 1 | 0 | - | - | 24  | 0 | 0 |
| All Boys Argentina                      | 2.ª           | 2024          | 27  | 2 | 0 | 0 | - | - | 27  | 2 | 0 |
| All Boys Argentina                      | Total         | Total         | 50  | 2 | 1 | 0 | - | - | 51  | 2 | 0 |
| Total Carrera                           | Total Carrera | Total Carrera | 103 | 2 | 1 | 0 | 0 | 0 | 104 | 2 | 0 |
| (1) Incluye datos de la Copa Argentina. |               |               |     |   |   |   |   |   |     |   |   |

## Palmarés

### Campeonatos nacionales
| Título                          | Club           | País      | Año  |
| ------------------------------- | -------------- | --------- | ---- |
| Primera B MetropolitanaClausura | Flandria       | Argentina | 2021 |
| Primera B MetropolitanaApertura | Comunicaciones | Argentina | 2022 |